# Mirko Mihić
Mirko Mihić (ur. 24 lipca 1965 w Belgradzie) – serbski piłkarz występujący na pozycji napastnika.

## Kariera klubowa
W swojej karierze Mihić reprezentował barwy zespołów FK Sloboda Tuzla, Hajduk Split, FK Rad, FK Zemun, Eordaikos, AO Kavala, AEL Limassol oraz Nea Salamina Famagusta.

## Kariera reprezentacyjna
W 1988 roku Mihić wziął udział w Letnich Igrzyskach Olimpijskich, zakończonych przez Jugosławię na fazie grupowej. W reprezentacji Jugosławii nie rozegrał żadnego spotkania.